# Leptogenys iridescens
Leptogenys iridescens är en myrart som först beskrevs av Smith 1857.  Leptogenys iridescens ingår i släktet Leptogenys och familjen myror.

## Underarter
Arten delas in i följande underarter:
- L. i. currens
- L. i. iridescens

## Bildgalleri

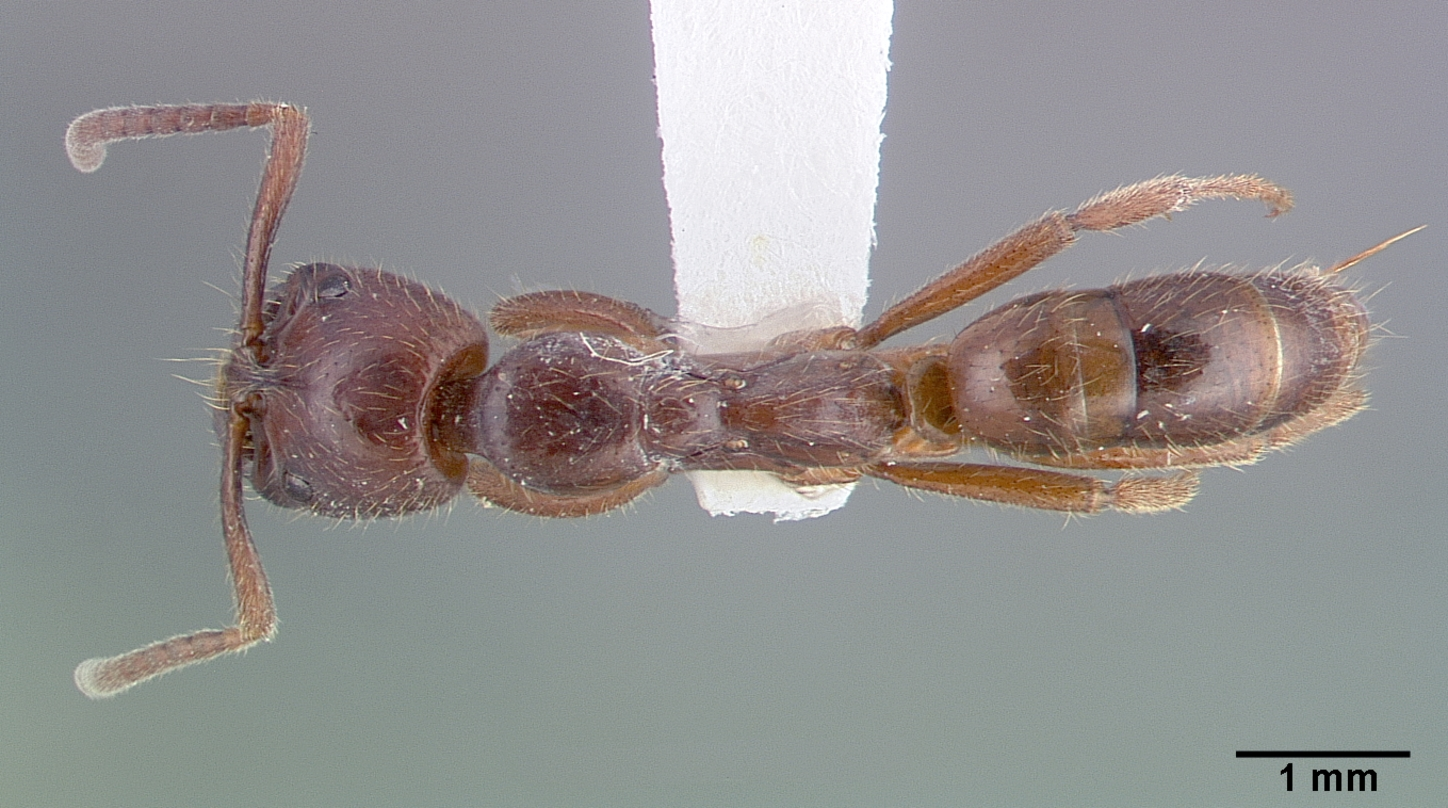
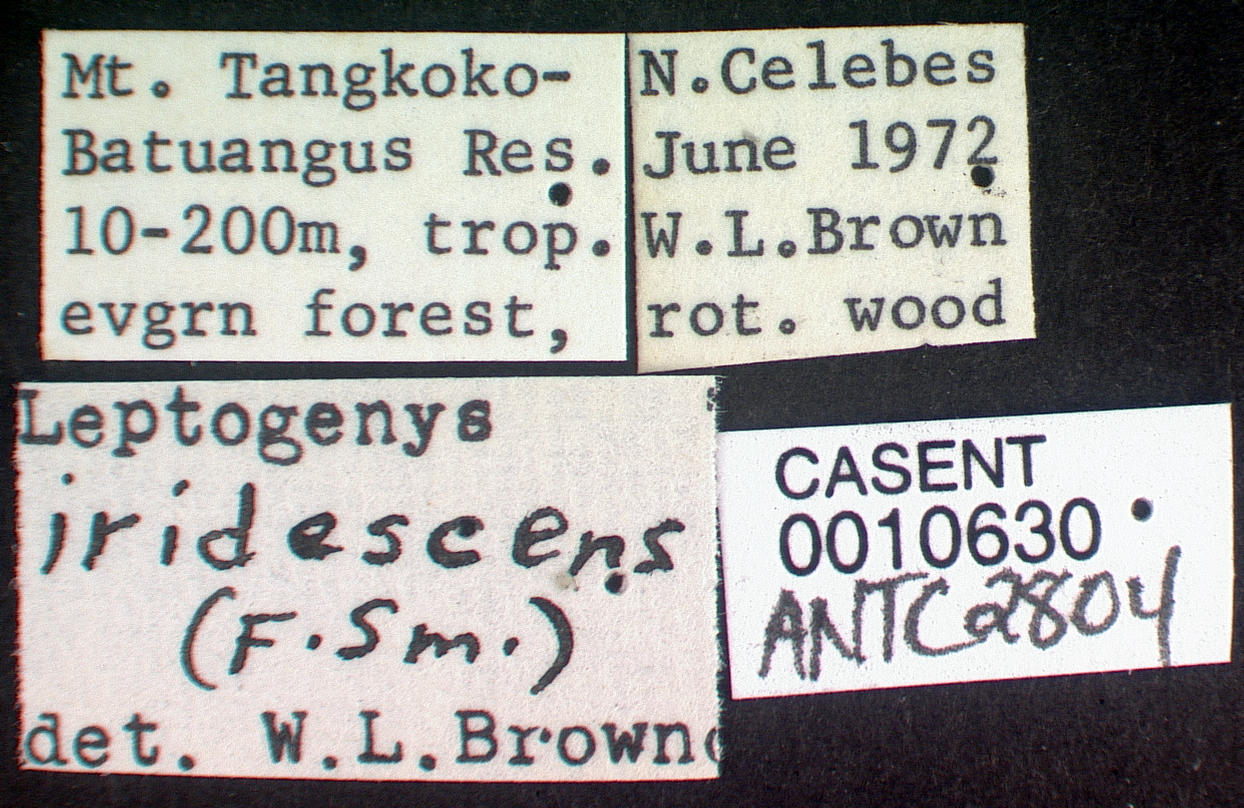
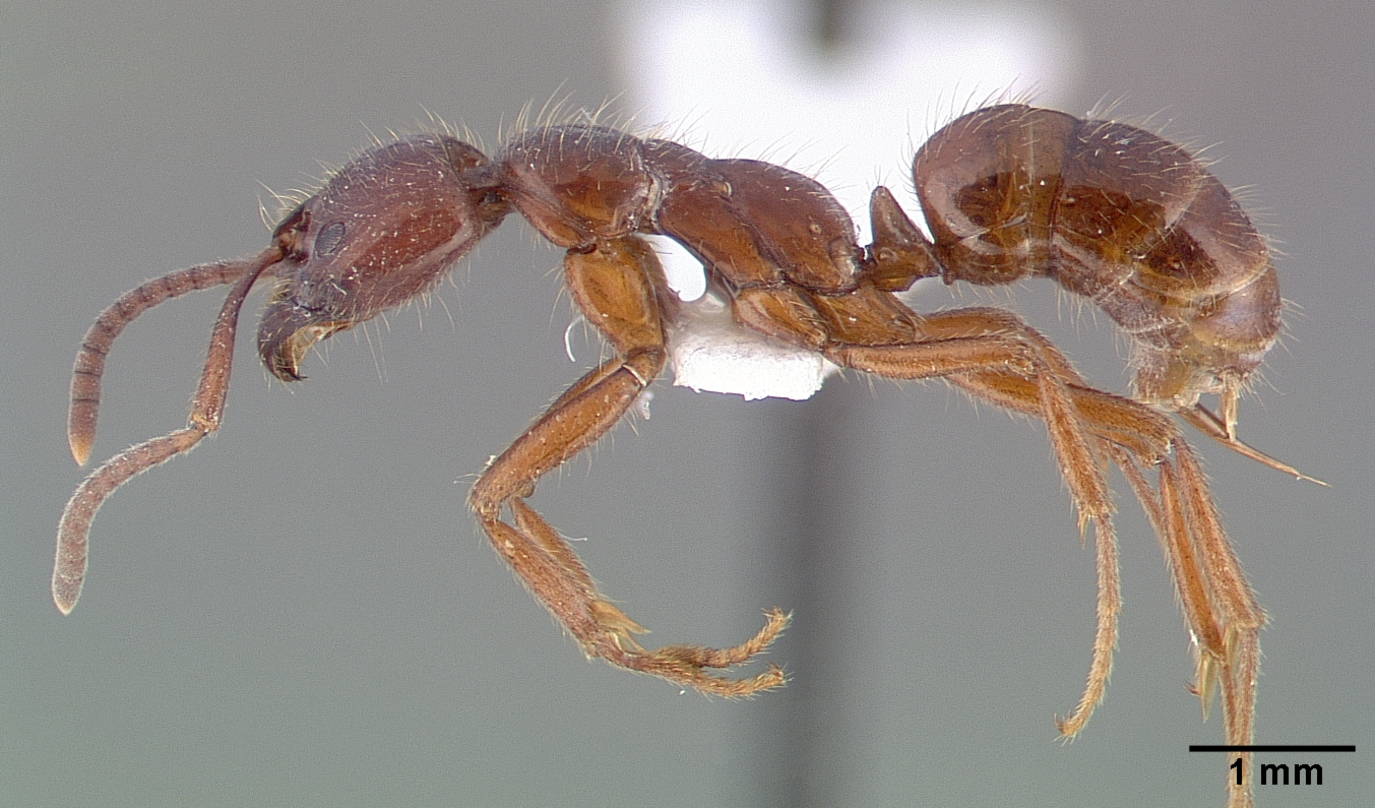